# Centro de Managua
El Nuevo Centro de Managua es el nombre informal que recibe la zona urbana que se desarrolló tras el terremoto de Managua de 1972, y que actualmente alberga el principal núcleo comercial, centro financiero y administrativo de la capital nicaragüense. Abarca sectores del Distrito 1, principalmente sobre la Carretera a Masaya y la Pista Jean Paul Genie, extendiéndose hacia los sectores de Metrocentro Managua, Galerías Santo Domingo, Camino de Oriente, y el Hospital Vivian Pellas.

## Historia
Tras la devastación causada por el terremoto de Managua de 1972, que destruyó por completo el centro histórico de Managua, incluyendo la Catedral de Santiago, el Palacio Nacional de Nicaragua, el Banco Nacional de Nicaragua y numerosos barrios como Altagracia, San Sebastián y Campo Bruce, la ciudad sufrió un colapso en su estructura urbana central. El gobierno de Anastasio Somoza Debayle impulsó una política de descentralización que evitó la reconstrucción del antiguo centro, alentando en cambio la expansión hacia el sureste.Brian Feinstein.
Durante los años 1980, bajo el gobierno revolucionario, comenzaron a instalarse nuevas infraestructuras institucionales, centros educativos y zonas residenciales en sectores como Carretera a Masaya, Altamira, Villa Fontana y Las Colinas. No obstante, fue a partir de los años 1990 y con mayor impulso en el siglo XXI, que el área comprendida entre el Centro Comercial Metrocentro y la Pista Jean Paul Genie se transformó en el nuevo núcleo comercial, financiero, tecnológico y cultural de Managua
La construcción de modernas torres de oficinas, hoteles internacionales como el Hilton Princess y el Hotel Real Intercontinental Metrocentro, así como la proliferación de centros comerciales como Galerías Santo Domingo, Plaza Centroamérica, Camino de Oriente y Plaza San Juan, consolidaron la zona como el nuevo centro de negocios de la capital. La cercanía con universidades privadas como la Universidad Americana y la antigua Universidad Centroamericana, así como con hospitales como el Hospital Vivian Pellas, también atrajo la instalación de empresas tecnológicas, centros médicos de alta especialización y coworking hubs
La Pista Jean Paul Genie y la Pista Suburbana facilitaron una red vial moderna que interconecta el nuevo eje urbano con sectores como Las Colinas, Carretera Sur, Villa Fontana y Ticuantepe, favoreciendo un patrón de crecimiento disperso pero funcional. Esta área, caracterizada por su modernidad arquitectónica, servicios de alto nivel y desarrollo inmobiliario, es considerada actualmente el corazón económico y tecnológico de Managua, en contraste con el abandono del antiguo centro.

## Características
El Nuevo Centro de Managua no tiene una delimitación oficial, pero se identifica por la alta concentración de servicios, infraestructura moderna, flujo vehicular y actividades económicas de alto impacto. Entre sus características destacan:
Sedes corporativas de bancos, aseguradoras y empresas multinacionales
Centros comerciales como Metrocentro, Galerías Santo Domingo y Camino de Oriente
Zonas gastronómicas, hoteles, centros médicos y sedes universitarias
Alta densidad de tráfico y urbanización vertical creciente

## Importancia urbana
Este sector representa el mayor dinamismo urbano de la ciudad en términos económicos y sociales. Es considerado el "centro funcional" de Managua, en contraposición al Centro Histórico de Managua, que conserva valor patrimonial pero menos actividad comercial. El desarrollo del Nuevo Centro ha motivado debates sobre la descentralización, la movilidad urbana y la necesidad de planificación metropolitana